# Смирнова, Прасковья Алексеевна
Праско́вья Алексе́евна Смирно́ва (17 октября 1909, Конганур, Уржумский уезд, Вятская губерния, Российская империя ― 13 ноября 1947, Йошкар-Ола, Марийская АССР, РСФСР, СССР) ― марийская советская актриса театра. Ведущая актриса Марийского государственного театра (ныне ― Марийский национальный театр драмы имени М. Шкетана) (1928―1947). Председатель Марийского обкома профсоюзов работников искусств (1946―1947). Первая народная артистка Марийской АССР (1946).

## Биография
Родилась 17 октября 1909 года в деревне Конганур ныне Куженерского района Марий Эл в крестьянской семье.
После окончания Староторъяльской школы-семилетки поступила в Краснококшайский педагогический техникум.
Осенью 1928 года поступила в Марийскую студию музыкально-драматического искусства. В 1930 году после поездки Марийского государственного театра в Москву на I Всесоюзную олимпиаду театров и искусств народов СССР поступила на актёрское отделение Центрального техникума театрального искусства (ЦЕТЕТИС), но вскоре, не завершив учёбу, вернулась в Йошкар-Олу. Вплоть до последних дней жизни играла на сцене Марийского государственного театра.
Занималась и общественной деятельностью: в 1946 году избиралась председателем Марийского обкома профсоюзов работников искусств.
Трагически погибла 13 ноября 1947 года, похоронена на Марковском кладбище Йошкар-Олы.

## Актёрская карьера
За годы работы в Марийском государственном театре сыграла более 30 ролей. Сыгранные актрисой роли были проникнуты чувством современности, отличались глубиной раскрытия внутреннего мира героинь.
Через все творчество актрисы прошла тема любви к человеку, утверждения его человеческого достоинства. Играя в пьесах марийских драматургов, Прасковья Алексеевна стремилась раскрыть эмоциональность, лиризм, душевную красоту и чистоту марийской женщины: образы Салики и Марины в музыкальной комедии С. Николаева «Салика», Саскавий (С. Николаев «Вӱдшӧ йога» / «Воды текут», 1940), Ануш и Чачавий (Н. Арбан «Янлык Пасет» / «Чёрный Волк», 1944), Кансыл (И. Смирнов «Асан ден Кансыл» / «Асан и Кансыл», 1944) и другие.
Незаурядное драматическое дарование раскрылось в работе над ролями классического репертуара: Варвара (А. Н. Островский «Кӱдырчан йӱр» / «Гроза», 1934), Агафья Тихоновна (Н. Гоголь «Ӱдырым налмаш» / «Женитьба», 1935), Кеккина (К. Гольдони «Коклазе-влак» / Бабьи сплетни, 1939), Амалия (Ф. Шиллер «Разбойник-влак» / «Разбойники», 1939), Татьяна и Наташа в пьесах М. Горького «Мещан-влак» («Мещане», 1940) и «Пундаште» («На дне», 1941) и др. Высокого драматического звучания достигла актриса в роли Купавы в весенней сказке А. Островского «Лумӱдыр» («Снегурочка», 1946).
В ряде постановок по переводным пьесам создала образы своих современниц, убедительно раскрыв духовный мир женщины 1830—1840-х годов: Бочкарёва (А. Корнейчук «Платон Кречет», 1935), Тоня Туманова (Н. Островский «Кузе вурс шуаралтын» / «Как закалялась сталь», 1937), Женя (К. Симонов «Мемнан оласе рвезе» / «Парень из нашего города», 1946) и др.
В 1946 году ей присвоено почётное звание «Народная артистка Марийской АССР». Награждена орденом «Знак Почёта» и медалью «За доблестный труд в Великой Отечественной войне 1941—1945 гг.».

## Основные роли
Список основных ролей актрисы П. Смирновой:
- Варвара (А. Н. Островский «Кӱдырчан йӱр» / «Гроза», 1934)
- Агафья Тихоновна (Н. Гоголь «Ӱдырым налмаш» / «Женитьба», 1935)
- Бочкарёва (А. Корнейчук «Платон Кречет», 1935)
- Тоня Туманова (Н. Островский «Кузе вурс шуаралтын» / «Как закалялась сталь»), 1937
- Кеккина (К. Гольдони «Коклазе-влак» / «Бабьи сплетни», 1939)
- Амалия (Ф. Шиллер «Разбойник-влак» / «Разбойники», 1939)
- Татьяна, Наташа (М. Горький «Мещан-влак» / «Мещане», 1940; «Пундаште» / «На дне», 1941)
- Салика, Марина (С. Николаев «Салика»)
- Саскавий (С. Николаев «Вӱдшӧ йога» / «Воды текут», 1940)
- Ануш и Чачавий (Н. Арбан «Янлык Пасет» / «Чёрный Волк», 1944)
- Кансыл (И. Смирнов «Асан ден Кансыл» / «Асан и Кансыл», 1944)
- Купава (А. Островский «Лумӱдыр» / «Снегурочка», 1946)
- Женя (К. Симонов «Мемнан оласе рвезе» / «Парень из нашего города», 1946)

## Признание
- Народная артистка Марийской АССР (1946)[5]
- Заслуженная артистка Марийской АССР (1941)[5]
- Орден «Знак Почёта» (1946)[5]
- Медаль «За доблестный труд в Великой Отечественной войне 1941—1945 гг.» (1946)[5]
- Почётная грамота Президиума Верховного Совета Марийской АССР (1941, 1945)[5]

## Память
Памяти марийской народной артистки П. А. Смирновой посвящены стихотворения «Ужатыме мут» («Прощальное слово») и «Чеверын, йолташна!» («Прощай, подруга!») известных марийских поэтов Миклая Казакова и Анатолия Бика.